# Winrich Scheffbuch
Hans-Winrich Scheffbuch (* 18. Juni 1938 in Urach) ist ein deutscher Theologe, Pfarrer der Württembergischen Landeskirche, Mitgründer der Hilfswerke „Hilfe für Brüder“ und „Christliche Fachkräfte International“ und Autor.

## Leben und Wirken
Scheffbuch wuchs als Sohn eines Lehrers u. a. zusammen mit seinem Bruder Rolf Scheffbuch auf. Er studierte Evangelische Theologie und arbeitete danach zwischen 1964 und 1970 als Bezirksjugendpfarrer in Sulgen, bevor er als Gemeindepfarrer an die Ludwig-Hofacker-Kirche in Stuttgart wechselte, wo er bis zu seinem Ruhestand im Jahr 2000 tätig war. Danach war er bis 2006 Leiter der 1980 und 1985 mitgegründeten Hilfswerke „Hilfe für Brüder“ und „Christliche Fachkräfte International“ (CFI) und Initiator deren „Jugendkonferenz für Weltmission“ (JuMiKo).
1969 wurde er Nachfolger von Hans Brandenburg als Vorsitzender des Missionsbundes Licht im Osten. Er war Mitglied des Hauptvorstands der Deutschen Evangelischen Allianz, wirkte in der württembergischen Landesynode mit und gehörte zum Leitungskreis der Christusbewegung „Lebendige Gemeinde“. In seinem Ruhestand ist er vorwiegend als Redner, Buchautor und Leiter von Studienreisen tätig.
Winrich Scheffbuch ist mit Beate Eichele verheiratet. Das Ehepaar hat vier Töchter und wohnt in Stuttgart.

## Veröffentlichungen
- Christen unter Hammer und Sichel, R. Brockhaus Verlag, Wuppertal 1972, ISBN 978-3-417-00404-5.
- Wer Jesus hat, hat das Leben, Hänssler Verlag, Holzgerlingen 1977, ISBN 978-3-7751-3014-1.
- Jesus, Du bist bei mir: Gespräche mit Kranken, Hänssler Verlag, Holzgerlingen 1980, 7. Aufl. 1993, ISBN 978-3-7751-0486-9.
- Bis hierher hat mich Gott gebracht: Gespräche zum Geburtstag, Hänssler Verlag, Holzgerlingen 1982, 7. Aufl. 1995, ISBN 978-3-7751-0779-2.
- Wie eine Gemeinde lebendig wird, Hänssler Verlag, Holzgerlingen 1985, ISBN 978-3-7751-1027-3.
- Kein Tag wie jeder andere: Kurzgeschichten, Hänssler Verlag, Holzgerlingen 1988, ISBN 978-3-7751-1237-6.
- Zum Leben hindurchgedrungen, Hänssler Verlag, Holzgerlingen 1991, ISBN 978-3-7751-1610-7.
- Dass alle Welt von Jesus spricht: Kurzgeschichten, Hänssler Verlag, Holzgerlingen 1993, ISBN 978-3-7751-1893-4.
- ... und Friede auf Erden – Gedanken zu Weihnachten, Hänssler Verlag, Holzgerlingen 1995, ISBN 978-3-7751-2347-1.
- Jenseits der endlosen Meere: Abenteuer Weltmission, Hänssler Verlag, Holzgerlingen 1996, ISBN 978-3-7751-2639-7.

als Mitautor
- Studienhefte zur Bibel:
  - Heft 1: Markus-Evangelium, Hänssler Verlag, Neuhausen-Stuttgart 1977.
  - Heft 2: Apostelgeschichte, Hänssler Verlag, Neuhausen-Stuttgart 1978.

als Mitautor mit Beate Scheffbuch
- Israel mit der Bibel entdecken, Hänssler Verlag, Holzgerlingen 1994, 3. Aufl. 1996, ISBN 978-3-7751-2074-6.
- Den Kummer sich vom Herzen singen: so entstanden bekannte Lieder, Hänssler Verlag, Holzgerlingen 1997, ISBN 978-3-7751-2797-4.
- Mit Freuden ernten: Erfahrungen in Lebenskrisen, Hänssler Verlag, Holzgerlingen 1999, 4. Aufl. 2009, ISBN 978-3-7751-4826-9.
- In Gottes Spur bleiben, Hänssler Verlag, Holzgerlingen 2003, ISBN 978-3-7751-3998-4.
- Den Kummer sich vom Herzen singen & Dennoch fröhlich singen: Lebensbilder bekannter Liederdichter, Hänssler Verlag, Holzgerlingen 2006, 4. Aufl. 2011, ISBN 978-3-7751-5345-4.
- Weil mich festhält deine starke Hand: Frauen singen von Jesus, Hänssler Verlag, Holzgerlingen 2006, ISBN 978-3-7751-5111-5.